# Case Rosse
Case Rosse è una frazione di Roma Capitale, situata in zona Z. VI Settecamini, nel territorio del Municipio Roma IV.
Sorge al sedicesimo km della via Tiburtina, lato sud della stessa, racchiusa a sacco da viale del Tecnopolo, via Monteodorisio e un tratto di via della Tenuta del Cavaliere.

## Storia
L'area era utilizzata come cava di tufo rosso, da cui il nome della località, dell'età tardo repubblicana all'età augustea. Alcune latomie, ancora presenti e ben visibili, erano usate come carceri.
Durante i rilievi archeologici preventivi dei lavori per il raddoppio dell'acquedotto Castell'Arcione-Salone, nel maggio 2018 è stata trovata una tomba a camera dell'età repubblicana con quattro scheletri ben conservati. La presenza di strigili accanto a uno scheletro, ha portato gli archeologi a chiamare il sito "Tomba dell'Atleta"

## Monumenti e luoghi d'interesse

### Architetture religiose
- Chiesa di Sant'Alessio, in via Valle Castellana. Parrocchia eretta il 21 marzo 1982 con il decreto del cardinale vicario Ugo Poletti "La situazione religiosa".

### Siti archeologici
- Latomie di Salone e Cervara, fra via di Salone e via delle Case Rosse. Latomie dell'età repubblicana.[3] 41.92492°N 12.630596°E

## Odonimia
Eccetto via delle Case Rosse e via Osteria delle Capannacce, i nomi delle vie sono quelli di alcuni comuni di Abruzzo e Molise.